# Аден
Аден (арап. عدن, значи: рај) је град и лука у Јемену са 550.602 становника (2019). У периоду 1967—1990, Аден је био главни град Демократске Народне Републике Јемен.

## Географија
Аден је лучки град у истоименом заливу. Мање од 200 километара западно налази се Баб ел Мандеб, мореуз који спаја Аденски залив са Црвеним морем. Стари град лежи на вулканском кратеру, чији врх висок 517 m наткриљује градску луку.

## Историја
Аден је већ у 8. веку пре нове ере био важан трговачки центар дервних краљевина Аусан и Саба. Град је био од мањег значаја у периоду од 3. до 12. века, а онда је под влашћу Ајубида и Расулида доживео привредни процват. Био је чвориште трговачких веза између Индије и Египта. Марко Поло је тврдио да је у Адену живело 80.000 људи.
У 16. веку је град поново опао у значају открићем алтернативних трговачких путева. Дана 26. фебруара 1548, Пири Рајс, Португалац у служби Османског царства, заузео је град. До 1838. број становника је спао на 600.
Војска Велике Британије је 16. јануара 1839. заузела град Аден и његово полуострво. Ово место је постало центар за снабдевање бродова угљем и другим потрепштинама. Отварањем Суецког канала 1869. порастао је значај Адена. Одавде је било могуће блокирати улаз бродова у Црвено море. Аден је постао трећа највећа лука света. Првог априла 1937. Аден је званично постао Колонија Аден, док је до тада сматран делом поседа у Индији.
Аден је са јужним Јеменом стекао независност 1967. и постао главни град нове државе. Исте године Суецка криза је затворила Суецки канал чиме је Аден неповратно изгубио некадашњи значај.
Током грађанског рата у Јемену, град Аден и његова околина су постали поприште жестоких борби између снага оданих међународно признатом председнику Хадију и шиитских снага Хута који су опсадали град и покушавали да га заузму.

## Становништво
| Година       |
| Становништво |
| ------------ |

## Партнерски градови
- Џибути
- Латакија
- Шангај